# Thymian-Blütenspanner

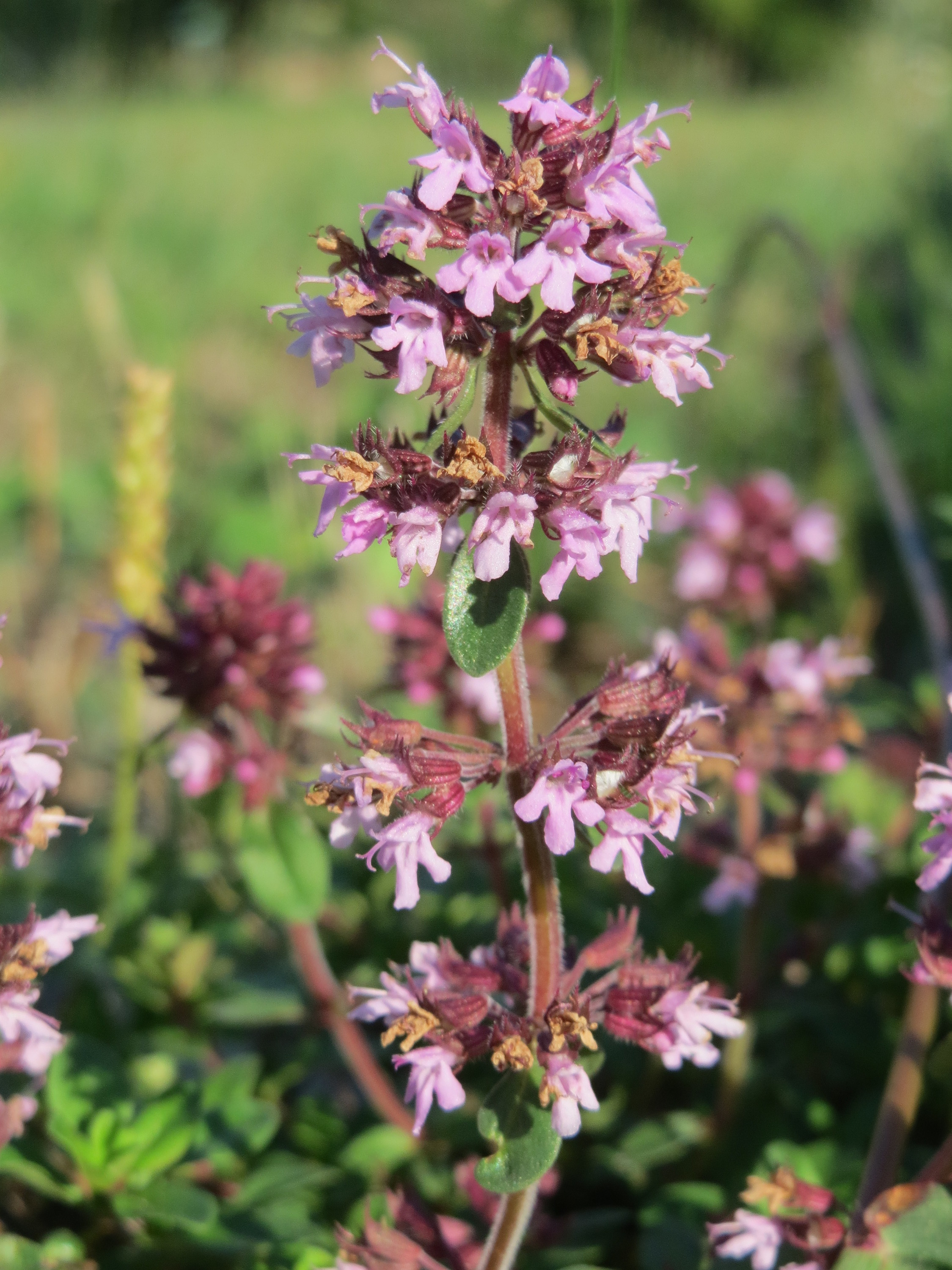
Blüte des Feld-Thymian,
der Hauptnahrung der Raupen

Der Thymian-Blütenspanner (Eupithecia distinctaria) ist ein Schmetterling (Nachtfalter) aus der Familie der Spanner (Geometridae). Das Artepitheton basiert auf dem lateinischen Wort distinctus mit der Bedeutung „verschieden“. Der Erstbeschreiber Herrich-Schäffer wählte diesen Namen, da er die Art von Eupithecia pimpinellata abtrennte.

## Merkmale

### Falter
Die Flügelspannweite der Falter beträgt 14 bis 21 Millimeter. Die Grundfarbe sämtlicher Flügel variiert von aschgrau bis zu bräunlich grau. Deutlich hebt sich der schwarze, gestreckte Diskoidalfleck auf der Vorderflügeloberseite ab. Am Vorderrand sind drei schwärzliche Flecke zu erkennen, von denen undeutliche Querlinien ausgehen. Die Hinterflügel sind in der Basalregion leicht aufgehellt. Die Fransen sämtlicher Flügel sind gescheckt. Der Hinterleib ist einfarbig grau bis graubraun.

### Raupe
Ausgewachsene Raupen sind glatt und schlank. Sie sind zumeist grünlich gefärbt und zeigen einen breiten roten Rückenstreifen. Zuweilen treten einfarbig rote Exemplare auf. Mit diesen Farben sind sie auf den Blüten ihrer Nahrungspflanzen hervorragend getarnt.

### Puppe
Die gelblich braune Puppe ist mit grünen Flügelscheiden versehen. Am Kremaster befinden sich sechs Hakenborsten.

### Ähnliche Arten
- Der Bibernellen-Blütenspanner (Eupithecia pimpinellata) unterscheidet sich durch einen dunkelbraunen Sattel auf dem zweiten Hinterleibssegment.
- Frisch geschlüpfte Falter des Doldengewächs-Blütenspanner (Eupithecia extraversaria) schimmern leicht violett grau. Deutlich unterscheiden sich die Raupen, die bei E. extraversaria eine kräftige rotbraune Zeichnung auf jedem Körpersegment zeigen.[5]

Die Fransen sind bei den Faltern der beiden vorgenannten Arten nicht oder nur sehr schwach gescheckt. Bei abgeflogenen Exemplaren ist eine sichere Bestimmung meist nur mittels einer genitalmorphologischen Untersuchung möglich.

## Verbreitung und Vorkommen
Die Verbreitung der Art erstreckt sich von der Iberischen Halbinsel durch West- und Mitteleuropa einschließlich der Britischen Inseln sowie weiter östlich bis nach Russland und den Iran. Im Norden reicht das Areal bis ins südliche Fennoskandinavien, im Süden ist der Mittelmeerraum und Kleinasien besiedelt.
Der Thymian-Blütenspanner kommt in erster Linie an warmen, steinigen Hängen und felsigen Strukturen sowie auf Magerrasenflächen mit Thymianpolstern vor. In den Alpen steigt er bis in Höhen von 2000 Metern.

## Lebensweise
Die Hauptflugzeit der dämmerungs- und nachtaktiven Falter fällt in die Monate Mai bis Juli. In klimatisch günstigen Zonen erscheinen im August oder September einzelne Falter einer zweiten Generation. Sie lassen sich leicht von künstlichen Lichtquellen anlocken. Die Eiablage erfolgt dicht unter die Blütenknospen bzw. in die Winkel der Blütenkelche der Nahrungspflanze. Die Raupen ernähren sich bis zur Verpuppung von den Blüten und Früchten von Feld-Thymian (Thymus pulegioides) und anderen Thymianarten (Thymus), zuweilen auch von Gewöhnlichem Dost (Origanum vulgare). Die Art überwintert im Puppenstadium.

## Gefährdung
Der Thymian-Blütenspanner kommt in Deutschland in den einzelnen Bundesländern meist lokal und selten vor und wird auf der Roten Liste gefährdeter Arten als „gefährdet“ eingestuft. In Baden-Württemberg ist er „stark gefährdet“.